# 켈리데
켈리데(아일랜드어: Céilí Dé→신의 배우자)는 중세 아일랜드, 스코틀랜드, 웨일스, 잉글랜드의 금욕적 수도적 은자 공동체다. 아일랜드에 처음 출현하여 스코틀랜드를 통해 브리타니아에 확산되었다. 그 구성원들은 수도주의적 생활을 했으나, 수도서원은 하지 않았다.